# Carry On (Fun.)
Carry On is een single van de Amerikaanse band fun. uit 2012. Het stond in hetzelfde jaar als vierde track op het album Some Nights.

## Achtergrond
Carry On is geschreven door Jeff Bhasker, Nate Ruess, Andrew Dost en Jack Antonoff en geproduceerd door Yann Peifer en Jeff Bhasker. Het was de derde single van het album Some Nights, na de grote hits We Are Young en Some Nights. Dit nummer was een beduidend minder succes, maar kwam toch in veel Engelssprekende landen de hitlijsten in. De hoogste positie werd behaald in Canada, waar het tot de achttiende plek kwam.